# Имад ад-даула Абд аль-Малик
Имад ад-даула Абд ал-Малик (араб.  عماد الدولة بن هود‎, ум. 1130) — девятый эмир Сарагосы в 1110—1119 годах, происходил из рода Худидов. Независимым он был лишь с января по май 1110 года, когда власть в Сарагосе захватили сторонники альморавидов. После захвата города арагонцами правил лишь замком Руэда.

## Биография
Имад ад-даула Абд ал-Малик унаследовал власть в Сарагосе после смерти гибели отца Ахмада II ал-Мустаина 24 января 1110 года в битве при Валтьерре против войск арагонского короля. Новый эмир был готов к мирным переговорам и уступкам: в отличие от своих предшественников, новый эмир рассчитывал уберечь свой трон не от нападок христиан, а от претензий альморавидов. Однако набравшие силу сторонники альморавидов в Сарагосе потребовали от Абд ал-Малика воздерживаться от заключения соглашений с христианами, однако это условие эмир, по-видимому, позже нарушил.
В середине февраля 1110 года альморавидский губернатор Валенсии Ибн Фатима двинулся на Сарагосу с целью ее захвата, однако жители города сплотились вокруг эмира, не желая гражданской войны между сторонниками Худидов и сторонниками вхождения в состав империи альморавидов. Тем не менее, вскоре вскрылось, как пишет арабский историк Ибн Идари, что Имад ад-даула Абд ал-Малик по-прежнему поддерживал отношения с христианскими правителями. Это лишило эмира поддержки населения, и новый губернатор Валенсии Ибн аль-Хаи двинулся на город по долине реки Эбро. На этот раз возобладали фракция сторонников альморавидов, и 31 мая 1110 года аль-Хаи завладел дворцом эмира Альхаферия. Так закончилось независимое правление династии Худидов тайфой Сарагоса.
Однако Имаду ад-дауле Абд ал-Малику удалось укрыться в неприступной крепости Руэда, где он организовал небольшой двор. Он сразу же установил контакты с Альфонсо I Арагонским, обещая тому вассалитет при условии помощи в восстановлении на троне. Однако в 1124 году, после завоевания Сарагосы королем Арагона (декабрь 1118 года), эмир не был восстановлен, причины этого неясны. При этом жители Сарагосы добились гарантий религиозной свободы для себя и сохранения основ мусульманского законодательства в городе.
Имад ад-даула Абд ал-Малик оставался союзником короля Арагона в замке Руэда до 1130 года, когда после его смерти замок и окрестные села перешли его сыну Ахмаду III ал-Мустансиру.